# Versionshinweise
Versionshinweise (release notes) sind Beschreibungen (heutzutage meist in digitalem Format), die mit Softwareprodukten oder -services verteilt werden. Versionshinweise geben meist eine grobe Übersicht über Änderungen und Verbesserungen sowie Problem-Behebungen (Bugfixes) von Softwareversionen wieder. Versionshinweise unterscheiden sich von Nutzungsbedingungen (siehe auch EULA oder Endbenutzer-Lizenzvertrag), denn sie beinhalten keine rechtlichen Anteile.
Es besteht aktuell kein eigener normierter Standard für Versionshinweise, was zur Folge hat, dass die Dokumente sich im Inhalt stark unterscheiden können. Bis jetzt folgt das Format und die Inhalte von Versionshinweisen daher eher eine „Best Practice“ Art und Weise. Es wird jedoch in der IEEE 828-2012 Norm (siehe Software-Configuration-Management) von Release Dokumenten als Teil vom Konfigurationsprozess gesprochen.
Software zur Versionsverwaltung, z. B. Git oder GitHub, oder Releaseplanung, wie Jira Software, generiert häufig automatische Versionshinweise.